# Luo Gan
Luo Gan (chiń. upr. 罗干; chiń. trad. 羅幹; pinyin Luó Gàn; ur. 1935) – chiński polityk komunistyczny.
Urodził się w Jinan w prowincji Shandong, należy do grupy etnicznej Han. Do Komunistycznej Partii Chin wstąpił w 1960 roku. W latach 1954–1962 kształcił się w NRD, ukończył studia na wydziale metalurgicznym Technische Universität Bergakademie we Freibergu.
W latach 1981–1983 był wicegubernatorem prowincji Henan i sekretarzem tamtejszego komitetu partyjnego, następnie pełnił funkcje wiceprzewodniczącego Ogólnochińskiej Federacji Związków Zawodowych (1983-1988) i ministra pracy (1988-1993). 
W latach 1993–2007 był członkiem Rady Państwa. W tym czasie zasiadał w Komitecie Centralnym KPCh XIV (1993-1997), XV (1997-2002) i XVI (2002-2007) kadencji, a także Politbiurze XV i XVI kadencji. W latach 1998–2007 był przewodniczącym Komisji ds. Polityki i Ustawodawstwa.